# Gladiolus halophilus
{{#ifeq:0|0|{{#if:Gladiolus halophilus|{{#if:|[[]}}|[[]]}}}}
Gladiolus halophilus — вид квіткових рослин із родини півникових (Iridaceae). Це рослина з рожевими чи пурпурно-червоними, великими квітками.

## Біоморфологічна характеристика
Цибулинна багаторічна трав'яниста рослина 25–55 см заввишки. Листків 3–4, вузько ланцетні, 1,5–3 мм ушир, тьмяно-зелені, з паралельними жилками. Квіток 3–5, 25–30 мм, рожеві чи пурпурно-червоні. Плід — яйцювата коробочка, 1–1.3 мм. Насіння 4–6 × 2–3 мм, червонувато-коричневе, ширококриле.

## Середовище проживання
Вид поширений у західній Азії: Іран, Туреччина, Південний Кавказ.
Росте на солоних луках.